# Ivan Milošević
Ivan Milošević, cyr. Иван Милошевић (ur. 3 listopada 1984 w Čačaku, Jugosławia) – serbski piłkarz, grający na pozycji centralnego obrońcy.

## Kariera piłkarska

### Kariera klubowa
Rozpoczął karierę piłkarską w FK Radnički Jugopetrol Belgrad, skąd w 2005 trafił do FK Voždovac. W 2007 podpisał kontrakt z FK Mladost Lučani, ale po spadku z Meridian Superligi został wypożyczony do Karpat Lwów. 19 lipca 2008 zadebiutował w koszulce Karpat. Latem 2009 podpisał 3-letni kontrakt z Karpatami Lwów. W grudniu 2013 otrzymał status wolnego klienta i opuścił lwowski klub. 14 lutego 2014 podpisał kontrakt z FK Napredak Kruševac.